# Ken Uehara
Ken Uehara (jap. 上原謙 Uehara Ken; ur. 7 listopada 1909 w Tokio, zm. 23 listopada 1991 tamże) – japoński aktor.

## Życiorys
Urodził się 7 listopada 1909 w Tokio jako Kiyoaki Ikehata (jap. 池端 清亮 Ikehata Kiyoaki) będąc synem zawodowego żołnierza. Absolwent Rikkyo University. W 1935 dołączył do studia Shōchiku i w tym samym roku zadebiutował jako aktor.
Jego pierwsza żona Yōko Kozakura była aktorką. Zmarła w 1970 na raka macicy. Ich syn Yūzō Kayama jest również aktorem. Z drugiego małżeństwa z Masami Ōbayashi mają córkę Ryō Hitomi, która również jest aktorką.
Zagrał m.in. w filmie Cztery kominy (1953, reż. Heinosuke Gosho), który w Europie zadebiutował na 3. Międzynarodowym Festiwalu Filmowym w Berlinie. W latach 40. i 50. często współpracował z takimi reżyserami jak Kon Ichikawa, Keisuke Kinoshita i Mikio Naruse. W latach 60. kilkakrotnie zagrał w japońskich filmach tokusatsu w reżyserii Ishirō Hondy: Mothra (1961), Gorath (1962), Atragon (1963).
Uehara zmarł 23 listopada 1991.